# Балет «Форсайт»
«Форсайт» (Foresight) — танцювальний колектив (офіційна назва — «Балет Форсайт» (Foresight))

## Історія
Балет «Форсайт» був заснований в 2006 році. Керівник й засновник балету — Ліна Верес. Головний хореограф-постановник — відомий український танцівник й хореограф Олександр Лещенко. 
За час своєї роботи шоу-балет підкорив не тільки майданчики України, але й успішно гастролює й представляє свою шоу-програму у таких країнах як: Німеччина, Франція, Казахстан, Туреччина, Китай, Голландія та інших. 
Балет «Форсайт» (Foresight) за свою професійну діяльність вже декілька років поспіль отримує звання найкращого балету України в 2010, 2011, 2012, 2013, 2014, 2015 роках за версією «Фаворити успіху». 
У своїх виставах шоу-балет використовує неординарну хореографію, різні жанри в танці (від контемпу до хіп-хопу) з елементами акробатики та вокалу, за рахунок чого їх постановки завжди яскраві й насичені емоціями. Найвідоміші постановки «Попелюшка», «Снігова королева», «Чіполіно в Чикаго», «Пол Арт Шоу», які за багато років побачила вже не одна країна світу.
Балет успішно й плідно працює із відомими зірками, наприклад, із переможцем Євробачення, Олександром Рибаком. В 2012 році «Форсайт» (Foresight) відкривав концерт світового турне співачки Rihanna!

## Джерело
- Сайт колективу